# Thevetia
Die Thevetia sind eine Pflanzengattung in der Familie der Hundsgiftgewächse (Apocynaceae). Alle Arten stammen aus der Neotropis.

## Beschreibung

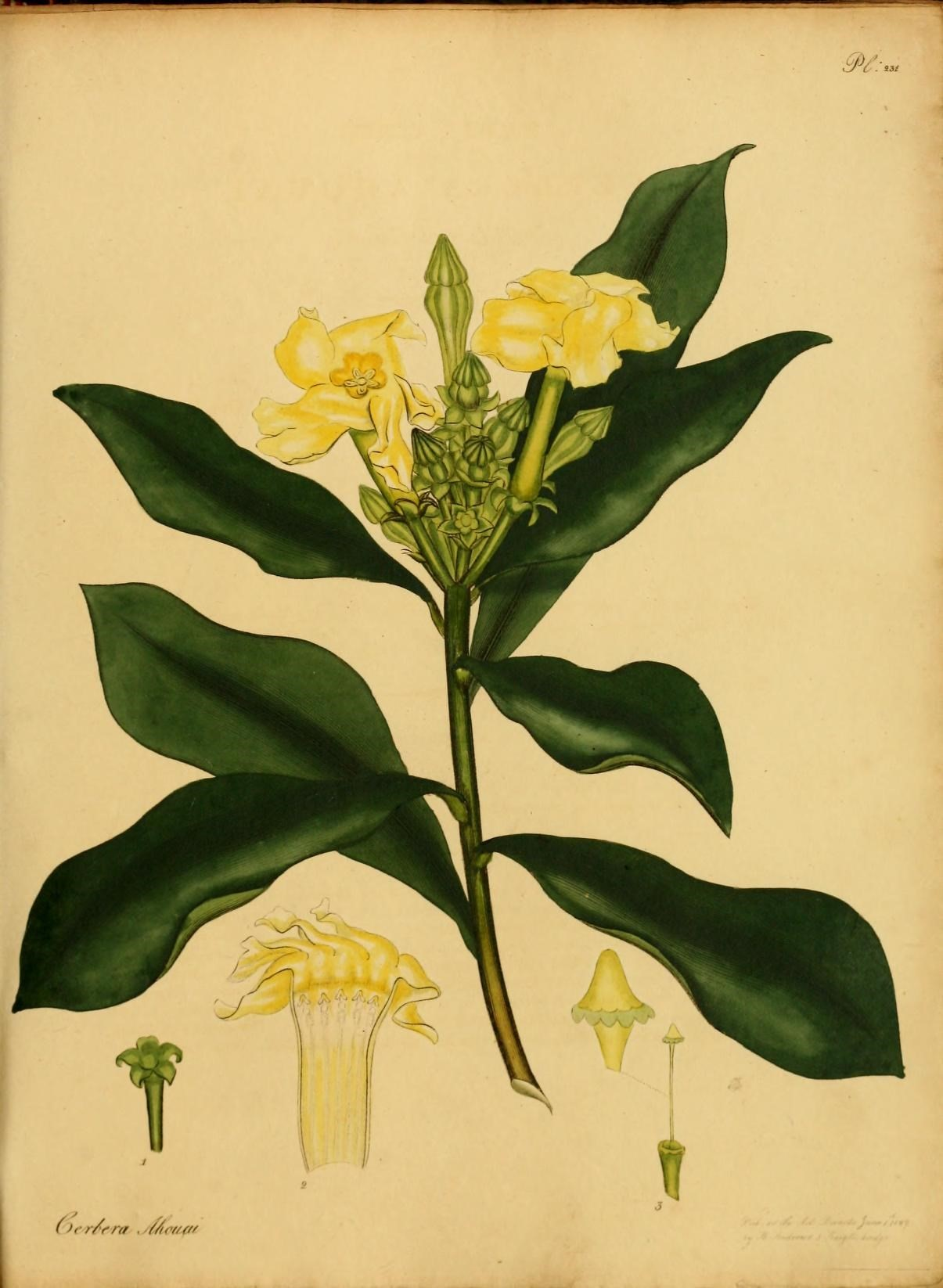
Illustration aus The Botanist's Repository, for new and rare plants

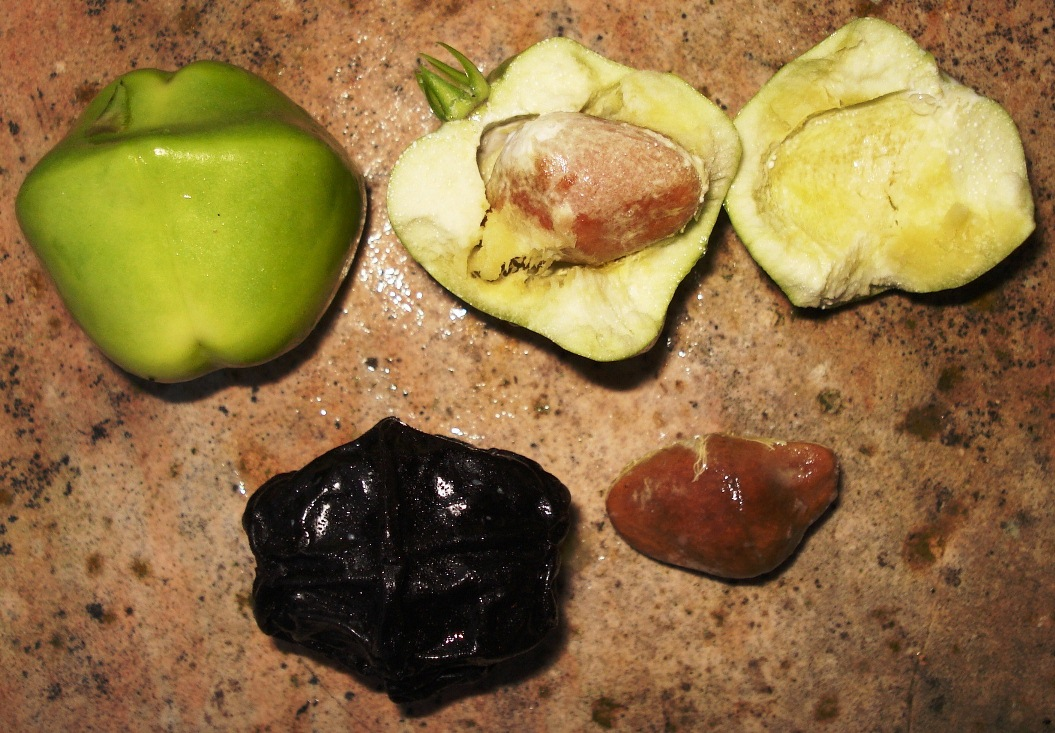
Früchte von Thevetia peruviana – Samen mit Hülle, geöffnete Frucht, Samen, vollständig schwarze und angetrocknete Frucht (im Uhrzeigersinn)

### Vegetative Merkmale
Thevetia-Arten sind Sträucher, kleine Bäume oder selten auch Lianen. Die Pflanzen enthalten Milchsaft.
Die Laubblätter sind spiralförmig angeordnet, nicht drüsig, aufsitzend oder gestielt. Meistens sind zwischen den Blattstielen Drüsen zu finden.

### Generative Merkmale
Die zymösen Blütenstände stehen endständig, ein Blütenstandsstiel und Blütenstiele sind ausgeprägt.
Die großen, auffälligen, zwittrigen Blüten sind radiärsymmetrisch und fünfzählig mit doppelter Blütenhülle. Der Kelch ist tief fünfgelappt, auf der Innenseite befinden sich an der Basis eine Vielzahl Schüppchen. Die gelbe Krone ist stieltellerförmig, die Kronröhre zylindrisch mit einer plötzlichen glockenförmigen Öffnung. Im Kronschlund befinden sich fünf haarige Schuppen. Die Kronlappen sind mehr oder weniger aufrecht, linksgewunden gefaltet. Die fünf Staubblätter stehen nicht über die Krone hinaus. Die Staubbeutel stehen frei voneinander und sind nicht mit der Narbe verwachsen. Der synkarpe Fruchtknoten ist oberständig und besteht aus zwei ausgeprägten Fruchtblättern mit zwei bis vier Samenanlagen. Das Nektarium ist ringförmig und fleischig. Die Blüte hat einen Griffel mit einer von unten schirmförmigen und von oben zweilappigen Narbe.
Die Frucht ist steinfrucht- oder beerenartig und enthält zwei bis vier Samen.

## Systematik und Verbreitung
Die Gattung Thevetia wurde 1758 durch Carl von Linné in Caroli Linnaei Opera Varia...Lucae, 212 aufgestellt. Der Gattungsname Thevetia wurde wahrscheinlich zu Ehren des französischen Forschers André Thevet (1516–1590) gewählt.
Ob die Gattung Cascabela Bestand hat oder die Arten zur Thevetia gehören wird kontrovers diskutiert.
Die drei bis sieben Arten sind in den tropischen Teilen Zentral- und Südamerikas und auf Karibischen Inseln verbreitet: Hier eine Auswahl:
- Thevetia ahouai (L.) A.DC.: Sie kommt von Mexiko bis Venezuela und auf Kuba vor.[2]
- Thevetia amazonica Ducke: Sie kommt von Bolivien bis Brasilien vor.[2]
- Thevetia bicornuta Müll.Arg.: Sie kommt von Bolivien bis Brasilien une dem nordöstlichen Argentinien vor.[2]

Bei manchen Autoren werden folgende Arten nicht mehr zu dieser Gattung gerechnet:
- Schellenbaum (Thevetia peruviana (Pers.) K.Schum.) → Cascabela thevetia (L.) Lippold
- Thevetia thevetioides (Kunth) K.Schum. → Cascabela thevetioides (Kunth) Lippold